# Conrad Abels
Conrad Abels CIMC (ur. 31 stycznia 1856 w Weert, zm. 4 lutego 1942) – holenderski duchowny rzymskokatolicki, w latach 1897-1942 wikariusz apostolski Rehe.

## Życiorys
Urodził się 31 stycznia 1856 w Weert.
Święcenia kapłańskie otrzymał 29 marca 1879 w Zgromadzeniu Niepokalanego Serca Maryi. 9 lipca 1897 został mianowany wikariuszem apostolskim Rehe. Na biskupa został wyświęcony 31 października 1897 przez Laurenta Guillon. Urząd ten pełnił do swojej śmierci 4 lutego 1942 w wieku 86 lat.